# Ромашко Світлана Борисівна
Світлана Борисівна Ромашко — радянська і українська акторка театру і кіно.
Народ. 25 березня 1958 р. Закінчила Київський державний інститут театрального мистецтва ім. І. Карпенка-Карого (1982). Працювала у театрах Сум, Севастополя, Запорізькому музично-драматичному театрі.
Знялась у стрічках: «Легенда про княгиню Ольгу» (1983, Малуша), «Золотий ланцюг» (1986, Диге), «Голод-33» (1991).